# الیسا فرح
الیسا الکسندرا فرح (انگلیسی: Alyssa Farah؛ زادهٔ ۱۵ ژوئن ۱۹۸۹) مشاور سیاسی آمریکایی است که هم‌اکنون به عنوان قائم‌مقام دستیار وزیر دفاع ایالات متحده آمریکا در امور رسانه‌ای و دبیر مطبوعاتی وزارت دفاع ایالات متحده آمریکا مشغول به کار است. فرح پیشتر دبیر مطبوعاتی مایک پنس معاون رئیس جمهور آمریکا و از اکتبر ۲۰۱۷ تا سپتامبر ۲۰۱۹ دستیار ویژه رئیس جمهور دونالد جی. ترامپ بود.